# Demografia de Uganda
O Uganda tem mais de 34 milhões de habitantes, vivendo principalmente à beira dos Grandes Lagos Africanos que este país partilha. Estão listadas 40 línguas africanas, dos grupos bantu e nilóticas, entre as quais, a mais falada (por cerca de 39% da população, de acordo com livros atuais) é a língua “ganda” ou Luganda, relativa ao principal grupo étnico deste país, os Buganda. Outras línguas faladas pelos residentes no Uganda são o inglês (língua oficial), o suaíli e línguas indianas.